# Grand Prix Cycliste de Québec 2010
1. ročník jednodenního cyklistického závodu Grand Prix Cycliste de Québec se konal 10. září 2010 ve Kanadě. Závod dlouhý 189 km vyhrál Francouz Thomas Voeckler z týmu Bbox Bouygues Telecom. Na druhém a třetím místě se umístili Nor Edvald Boasson Hagen (Team Sky) a Nizozemec Robert Gesink (Rabobank).

## Týmy
Závodu se zúčastnilo 22 týmů, z toho 18 UCI ProTeamů, 3 UCI Professional Continental týmy a národní tým Kanady. Na start se postavilo 172 jezdců, z nichž 110 závod dokončilo.

### UCI ProTour týmy
- Ag2r–La Mondiale
- Astana
- Caisse d'Epargne
- Euskaltel–Euskadi
- Footon–Servetto–Fuji
- Française des Jeux
- Garmin–Transitions
- Lampre–Farnese Vini
- Liquigas–Doimo
- Omega Pharma–Lotto
- Quick-Step
- Rabobank
- Team Sky
- Team HTC–Columbia
- Team Katusha
- Team Milram
- Team RadioShack
- Team Saxo Bank

### UCI Professional Continental týmy
- Bbox Bouygues Telecom
- BMC Racing Team
- Cofidis

### Národní týmy
- Kanada

## Výsledky
| Pořadí | Jezdec                     | Tým                   | Čas        |
| ------ | -------------------------- | --------------------- | ---------- |
| 1      | Thomas Voeckler (FRA)      | Bbox Bouygues Telecom | 4h 35' 26" |
| 2      | Edvald Boasson Hagen (NOR) | Team Sky              | + 1"       |
| 3      | Robert Gesink (NED)        | Rabobank              | + 1"       |
| 4      | Ryder Hesjedal (CAN)       | Garmin–Transitions    | + 1"       |
| 5      | Stan Scheirlinckx (BEL)    | Omega Pharma–Lotto    | + 1"       |
| 6      | Alessandro Ballan (ITA)    | BMC Racing Team       | + 1"       |
| 7      | Fabian Wegmann (GER)       | Team Milram           | + 1"       |
| 8      | Maxime Monfort (BEL)       | Team HTC–Columbia     | + 1"       |
| 9      | Francesco Reda (ITA)       | Quick-Step            | + 1"       |
| 10     | Damiano Cunego (ITA)       | Lampre–Farnese Vini   | + 1"       |